# 现任中国共产党黑龙江省地级行政区委员会书记列表

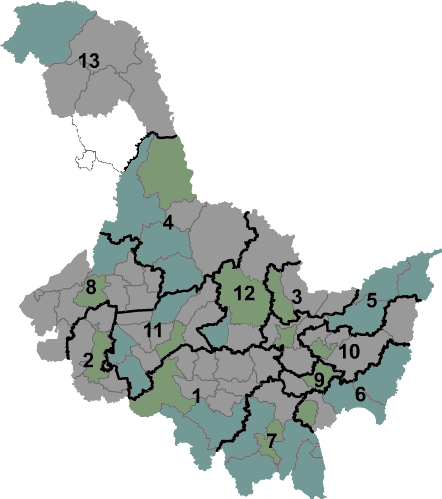
以黑龙江省地級行政區來劃分，
具體請見：「黑龙江省」條目，
「行政區劃」章節

本列表列出中国共产党黑龙江省11個地級行政區委员会的現任书记。該省的1個副省级市、8个地級市的市委书记以及1个地区的地委书记均由唯一執政黨中國共產黨的黨員出任，是該市（地区）政治建制內的实际最高负责人，被称为“一把手”。
现任地级行政区党委书记中，任职时间最长的是中国共产党七台河市委员会书记王文力，自2021年4月30日起任职，迄今3年10个月；任职时间最短的是中国共产党双鸭山市委员会书记蒋和庆，自2025年1月24日起任职，迄今1个月。

## 副省级市市委书记
| 中共副省级市市委 （历任书记）             | 市委书记 | 上任日期 （任职时间）      | 出生年月            | 是否在 省委兼职 | 信息源 |
| ----------------------------------------- | -------- | -------------------------- | ------------------- | --------------- | ------ |
| 中国共产党哈尔滨市委员会 （市委书记列表） | 于洪涛   | 2024年1月20日 （1年1个月） | 1967年10月 （57歲） | 是              | [ 1 ]  |

## 地级市市委书记
| 中共地级市市委 （历任书记）                 | 市委书记     | 上任日期 （任职时间）       | 出生年月            | 是否在 省委兼职 | 信息源 |
| ------------------------------------------- | ------------ | --------------------------- | ------------------- | --------------- | ------ |
| 中国共产党齐齐哈尔市委员会 （市委书记列表） | 沈宏宇       | 2023年3月23日 （1年11个月） | 1966年10月 （58歲） |                 | [ 2 ]  |
| 中国共产党鸡西市委员会 （市委书记列表）     | 鲁长友       | 2022年7月11日 （2年8个月）  | 1968年10月 （56歲） |                 | [ 3 ]  |
| 中国共产党鹤岗市委员会 （市委书记列表）     | 王兴柱       | 2024年7月22日 （7个月）     | 1970年1月 （55歲）  |                 | [ 4 ]  |
| 中国共产党双鸭山市委员会 （市委书记列表）   | 蒋和庆       | 2025年1月24日 （1个月）     | 1969年8月 （55歲）  |                 | [ 5 ]  |
| 中国共产党大庆市委员会 （市委书记列表）     | 李世峰       | 2021年7月3日 （3年8个月）   | 1976年11月 （48歲） |                 | [ 6 ]  |
| 中国共产党伊春市委员会 （市委书记列表）     | 董文琴（女） | 2024年9月8日 （6个月）      | 1972年10月 （52歲） |                 | [ 7 ]  |
| 中国共产党佳木斯市委员会 （市委书记列表）   | 丛丽（女）   | 2023年3月24日 （1年11个月） | 1970年7月 （54歲）  |                 | [ 8 ]  |
| 中国共产党七台河市委员会 （市委书记列表）   | 王文力       | 2021年4月30日 （3年10个月） | 1965年10月 （59歲） |                 | [ 9 ]  |
| 中国共产党牡丹江市委员会 （市委书记列表）   | 张国军       | 2024年9月9日 （6个月）      | 1969年4月 （55歲）  |                 | [ 10 ] |
| 中国共产党黑河市委员会 （市委书记列表）     | 李锡文       | 2021年9月11日 （3年6个月）  | 1969年5月 （55歲）  |                 | [ 11 ] |
| 中国共产党绥化市委员会 （市委书记列表）     | 张宝伟       | 2021年12月20日 （3年2个月） | 1965年8月 （59歲）  |                 | [ 12 ] |

## 地区地委书记
| 中共地区地委 （历任书记）                     | 地委书记 | 上任日期 （任职时间）       | 出生年月            | 是否在 省委兼职 | 信息源 |
| --------------------------------------------- | -------- | --------------------------- | ------------------- | --------------- | ------ |
| 中国共产党大兴安岭地区委员会 （地委书记列表） | 范庆华   | 2023年10月10日 （1年5个月） | 1972年10月 （52歲） |                 | [ 13 ] |